# Batrachomyia dubia
Batrachomyia dubia är en tvåvingeart som beskrevs av Malloch 1940. Batrachomyia dubia ingår i släktet Batrachomyia och familjen fritflugor. Inga underarter finns listade i Catalogue of Life.